# Johann Dietrich von Kunheim
Johann Dietrich von Kunheim (9. Juni 1684 – 22. Mai 1752) war ein preußischer Staatsmann.

## Leben

### Familie
Johann Dietrich von Kunheim entstammte dem ursprünglich elsässischen, dann in Preußen grundgesessenen Adelsgeschlecht Kunheim. Seine Eltern waren Johann Georg von Kunheim auf Spanden (1642–1697) und Maria Elisabeth, geborene von Ostau aus dem Hause Lablacken (1660–1752). Er vermählte sich 1716 mit Maria Helena von Wallenrodt aus dem Hause Karmitten (1790–1777), einer Tochter des preußischen Staatsmannes Sigismund von Wallenrodt (1652–1723). Aus der Ehe sind wenigstens mehrere Söhne hervorgegangen, darunter:
- Otto Ludwig von Kunheim (1722–1791), preußischer Leutnant a. D. und Gutsbesitzer, ⚭ 1756 Sophie Wilhelmine Barbara von Müllenheim aus dem Hause Puschkaiten (1739–1808), 1795 wiedervermählte Michael Szabszinski von Rembow (1740–1818)[1]
- Johann Ernst von Kunheim (1730–1818), preußischer Generalleutnant, ⚭I 1763 Christine Sophie Freiin von Loeben († 1767), ⚭II 1768 Charlotte Sophie von Kanitz aus dem Haus Podangen (1748–1818)[2]

### Werdegang
Kunheim studierte seit 1705 in Königsberg und wechselte 1709 auf die Universität Utrecht. Bereits 1723 amtierte er als Tribunalsrat und Amtshauptmann. Mitte dieses Jahres wurde er vom König zum Chef des neu einzurichtenden Hofgerichts in Insterburg bestimmt. Seit 15. November 1727 war er Präsident des Hofgerichtes in Königberg. Am 12. Mai 1730 avancierte Kunheim zum Wirklicher Geheimer Etatsminister und Oberburggraf, sowie zum Präsidenten des litauischen Hofgerichts-Pupillenkollegiums und Hauptmann zu Insterburg. In seinen Ämtern als Präsident vom Hofgericht und Pupillenkollegium wurde Ernst Graf Finck von Finckenstein (1633–1717) sein Nachfolger.
Kunheim war Erbherr auf Stollen, Kissitten, Karmitten, Maldeiten und Kloschenen.